# Slobodan Dubajić
Slobodan Dubajić (sinh ngày 19 tháng 2 năm 1966) là một cầu thủ bóng đá người Serbia.

## Đội tuyển bóng đá quốc gia Serbia
Slobodan Dubajić thi đấu cho đội tuyển bóng đá quốc gia Serbia từ năm 1994.

## Thống kê sự nghiệp
| Đội tuyển bóng đá Serbia | Đội tuyển bóng đá Serbia | Đội tuyển bóng đá Serbia |
| Năm                      | Trận                     | Bàn                      |
| ------------------------ | ------------------------ | ------------------------ |
| 1994                     | 1                        | 0                        |
| Tổng cộng                | 1                        | 0                        |